# Entrada Mayer
Entrada Mayer corresponde a un sector fronterizo situado al noreste de la localidad de Villa O'Higgins, en la comuna de O'Higgins, de la Provincia Capitán Prat en la Región de Aysén, Chile.
Se ubica  sobre un abra cordillerana, en el codo del río Mayer, entre el Arroyo Sucio y el río Pérez, a 7 kilómetros al sureste del Lago Christie.
La zona posee asentamientos aislados de pobladores, además de una Tenencia de  Carabineros de Chile que realiza control Fronterizo de migraciones y fitozoo-sanitarios, que se encuentra ubicado a un kilómetro del límite fronterizo.

## Historia
Las primeras exploraciones en la zona se remontan a fines del siglo XIX, por expedicionarios norteamericanos que descubren y bautizan el río Mayer. En los años siguientes, las comisiones de límites de Chile y Argentina exploran la zona, definiendo el límite internacional en 1902.
En 1903 el Estado de Chile entrega estas tierras en concesión a inversionistas chilenos, pero la aventura comercial no prospera por la lejanía y altos costos operativos para la época.
Los primeros pobladores de este paraje fue la familia chilena de Pedro Vargas y Rosa Paredes, quienes se establecieron en 1919 junto al río Pérez. En los años siguientes, este sector fue paso habitual de pioneros que ocuparon los valles inferiores del río Mayer y alrededores.

## Accesibilidad y transporte
Se accede a este sector a través de la Ruta X-905 desde Villa O'Higgins con una extensión de 43 kilómetros. Este camino fue abierto para vehículos el año 2003 y en el año 2013 se levantaron tres puentes mecano para mejorar la accesibilidad.
En este sector se ubica también el Aeródromo Entrada Mayer.
Este sector comunica hacia Argentina con la Ruta Provincial N.°81, hacia estancias ganaderas como Tucu Tucu, Entre Ríos y La Ensenada. A 12 kilómetros del límite se encuentra el Puesto fronterizo argentino El Bello, de Gendarmería Nacional. La ruta no se encuentra habilitada para automóviles, porque falta un tramo de 12 kilómetros de camino y tres puentes para cruzar los ríos Carrera, El Bello y Los Ñires, que podrían conectar con la Ruta Nacional N.°40 en la Provincia de Santa Cruz.

## Turismo
En esta localidad no existen servicios de alojamiento registrados.
Actualmente se realizan servicios de expediciones a caballo entre Entrada Mayer y Cochrane. Además, es posible realizar excursiones de navegación en lago Christie.